# HLA-B41
HLA-B41 هو نمط مصلي من مستضد الكريات البيضاء البشرية-ب.